# Holbæk

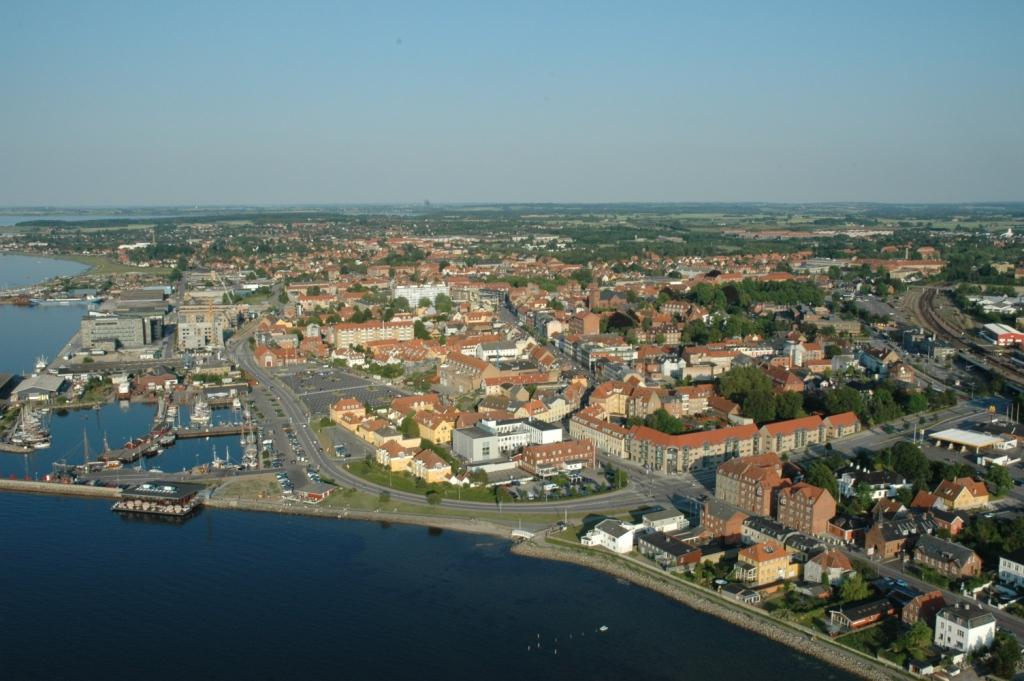
Centrrul orașului

Holbæk este un oraș în Danemarca.